# Antropologisk konst

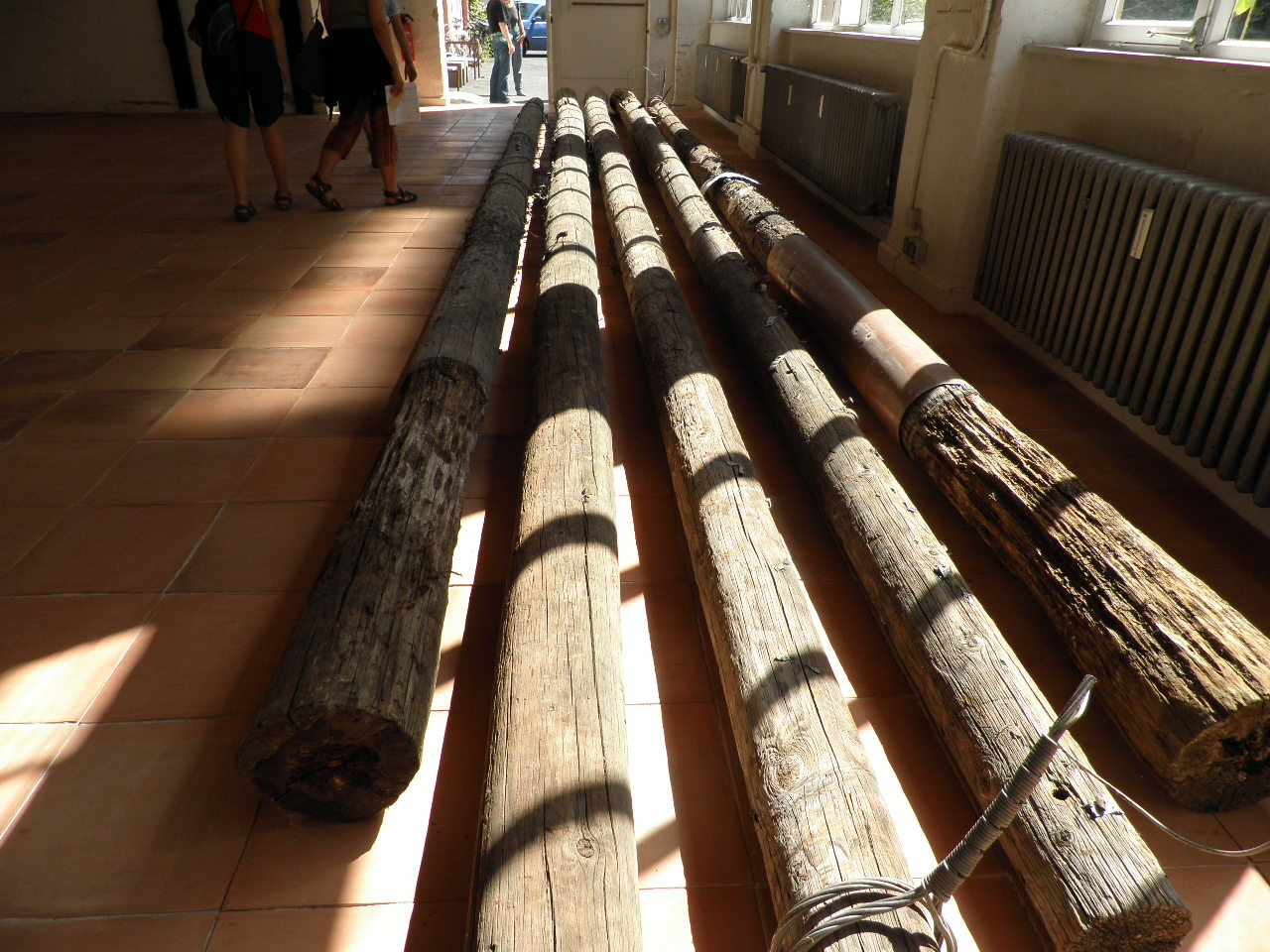
Konstverk av Christodoulos Panayiotou på Documenta13 i Kassel 2012

Antropologisk konst är en folklig och realistiskt inriktad konst, som gestaltas tredimensionellt, vanligen som installationer. Den utgår från de konstbetraktande människorna och prioriterar därvid den stora majoritet, som normalt inte besöker konstutställningar. Konstverkets avsikt är att ge människor ett mer reflekterande förhållande till sin vardag. Den konstnärliga handlingen är att människans liv förändras tillsammans med konstverket och dess skapare.
På 1960-talet uppstod i Europa ett intresse för vad som först kallades "etnografisk konst". Konsthistorikern Victoria Walters har under 2000-talet kommit att beteckna Joseph Beuys som antropolog och hans konst som antropologisk konst.
Joseph Kosuth har förknippats med, och år 1975 skrivit ett program för, antropologisk konst. Den polska konstnären Jan Świdziński har tagit intryck av Kosuth.. Den cypriotiske konstnären Christodoulos Panayiotou (född 1978), som har en bakgrund i antropologi, har under 2000-talet närmat sig konsten med detta perspektiv i olika metoder och medier.
I Sverige har begreppet antropologisk konst lanserats främst av Henrik Teleman och Virserums konsthall.